# マルセル・トルコフスキー
マルセル・トルコフスキー(Marcel Tolkowsky)は、ベルギーの数学者・宝石職人である。
ベルギーのダイヤモンド加工業の名門トルコフスキー家の一員。
1919年、ダイヤモンドの反射・屈折率といった光学的特性を数学的に考慮して、最も美しく輝く型を理論的に見いだし発表された「アイディアルラウンドブリリアントカット」は、それまで大きさが重視されていたダイヤモンドに輝きという価値を加えた。（著書「DIAMOND DESIGN」）
マルセルが導き出したこの輝きの方程式は、今や9割を超えるダイヤモンドカットのルーツになっている。

## 著作
- Tolkowsky, Marcel (1919) (英語). Diamond design: a study of the reflection and refraction of light in a diamond. London: spon. OCLC 902308962